# Вулиця Тараса Карпи
Вулиця Тараса Карпи — одна з центральних й найдавніших вулиць міста Кропивницького.
Пролягає від вулиці Кавалерійської до Біянки. Вулицю Тараса Карпи перетинають вулиці Кавалерійська, Нейгауза, Шульгиних, Володимира Панченка, В'ячеслава Чорновола, Велика Перспективна, Пашутінська, Арсенія Тарковського, Михайлівська, Архангельська, Карабінерна, Кропивницького, Одеська.
Перше найменування — Нижнєдонська — вулиця отримала від назви одного з Донських полків, який дислокувався в Єлисаветграді.

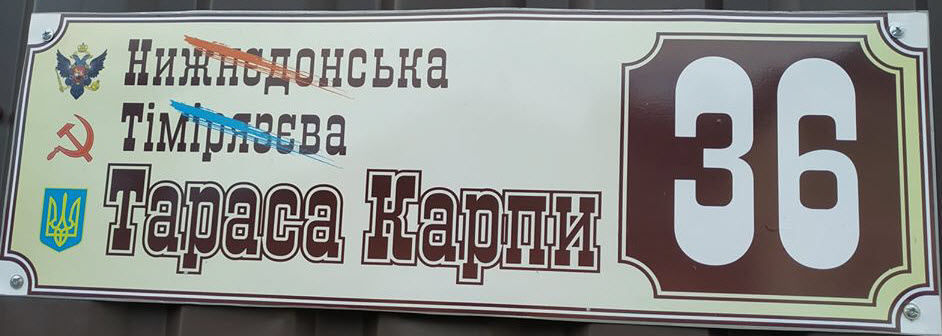
Декомунізація вулиці

Вулиця виникла наприкінці 18 ст. Нижнєдонська згадується в книзі «Исторический очерк г. Елисаветграда» , автором якої є Пашутін Олександр Миколайович: «Нижне-Донская улица, во 2-й части замощена в 1881 году, обошлась 3711 руб. 60 коп. Перемощен первый квартал в 1890 году на сумму 258 руб.»
Також на цій вулиці знаходилася перша у місті телеграфна станція.
«…телеграфная же станция была учреждена в Елисаветграде в октябре 1859 года по ходатайству елисаветградскаго городскаго общества и дворян бобринецкаго и александрийскаго уездов …. и означенная станция первое десятилетие помещалась в 2-х этажном каменном доме купца Гричевскаго, на Нижне-Донской улице.»
У 1925 році вулицю перейменували на честь російського натураліста Тимірязєва Климента Аркадійовича.
В 2016 році вулицю перейменовано на честь загиблого у війні на сході України Тараса Карпи.

## Галерея

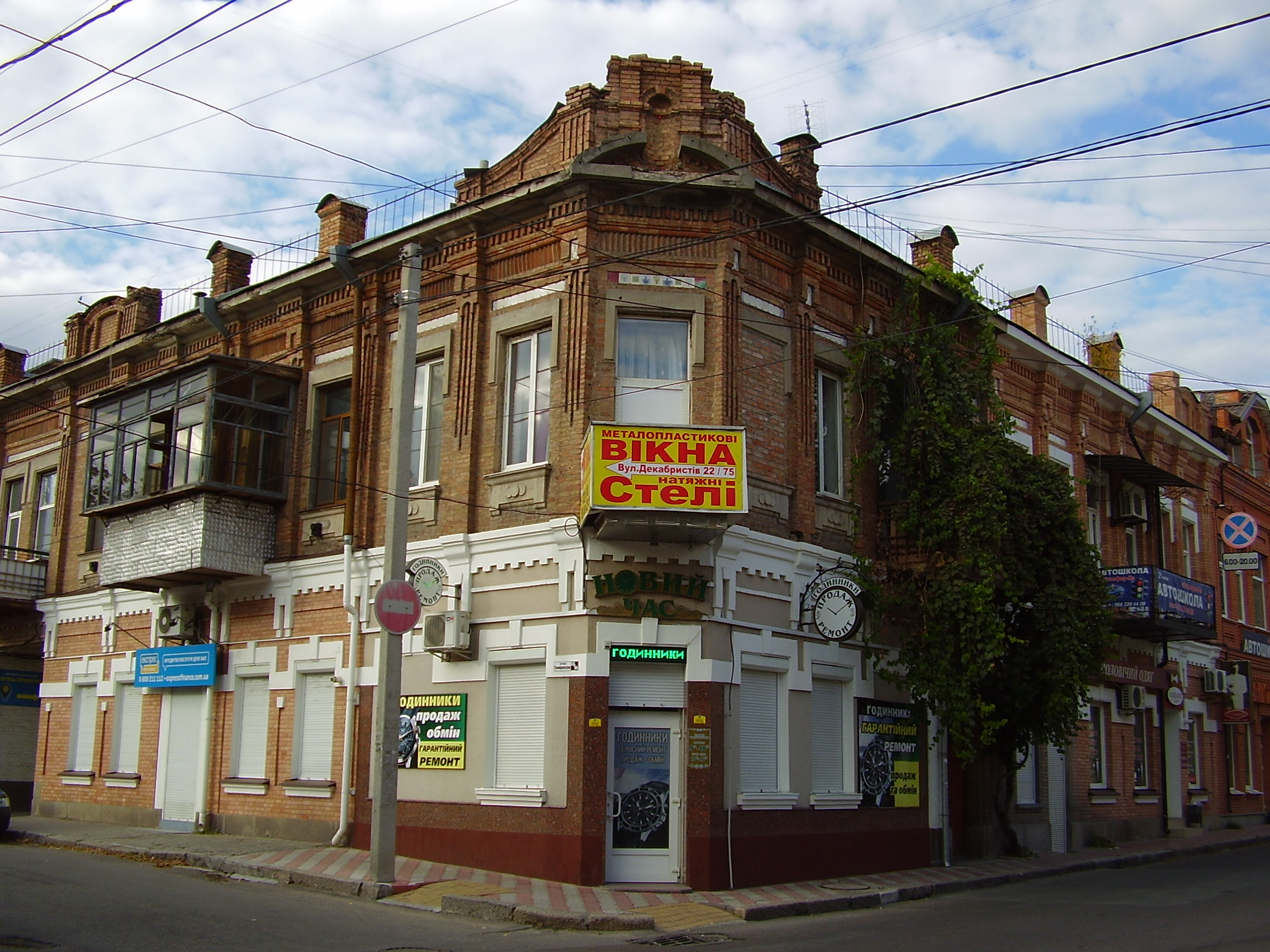
Будинок № 53 дріб 44
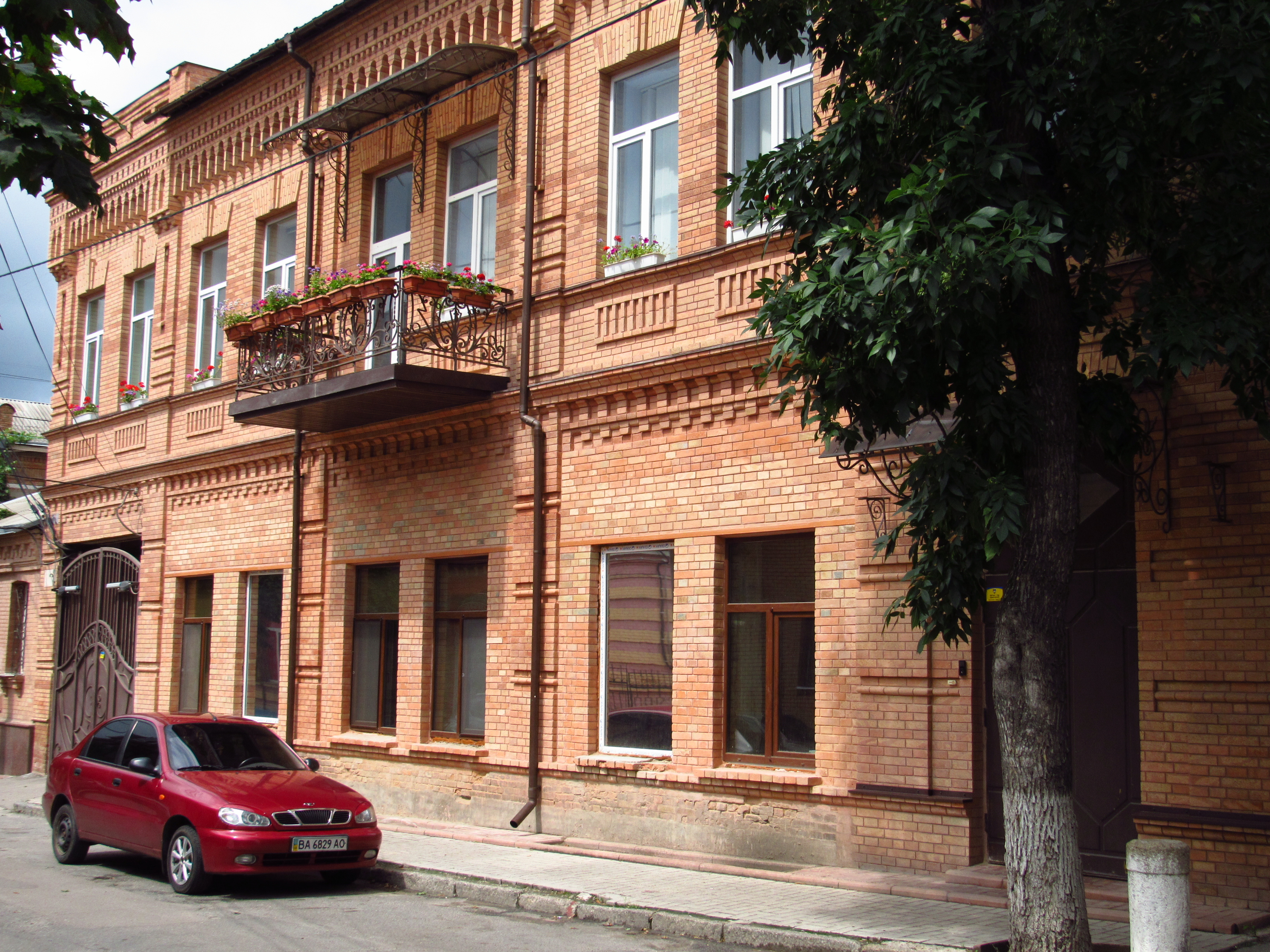
Колишній дім Уляни Сахарової
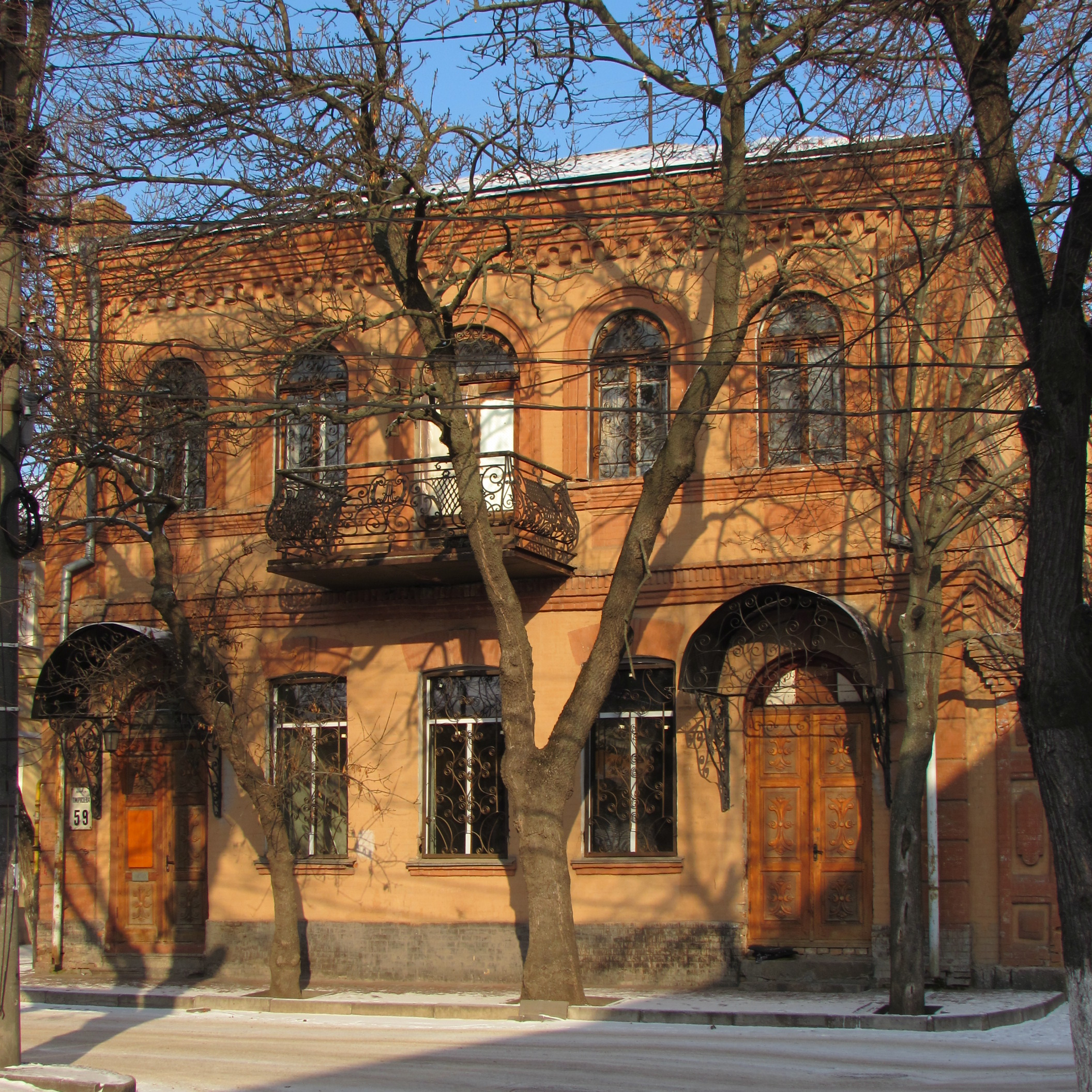
Будинок № 59
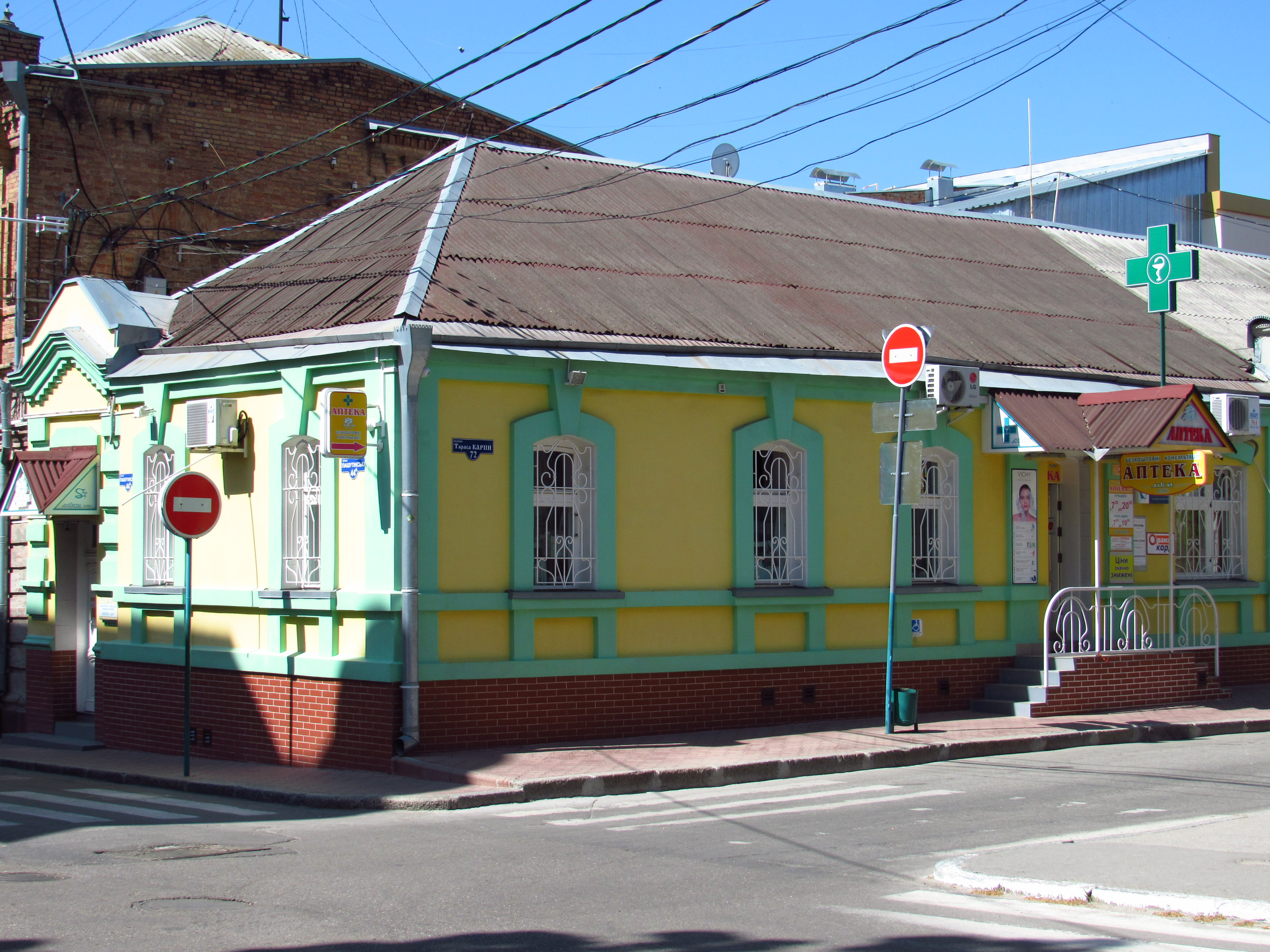
Будинок № 72 дріб 44
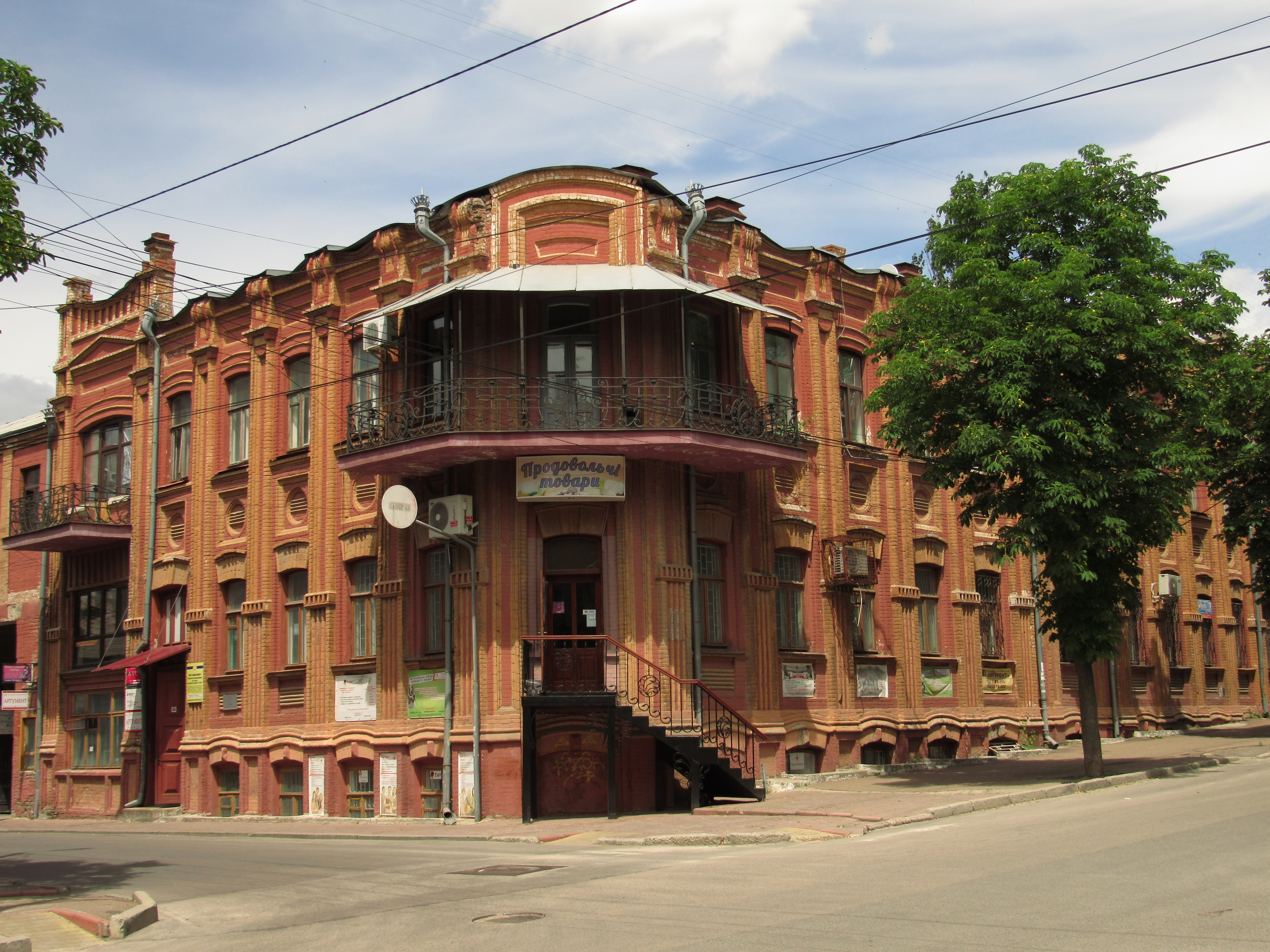
Будинок № 75 дріб 56
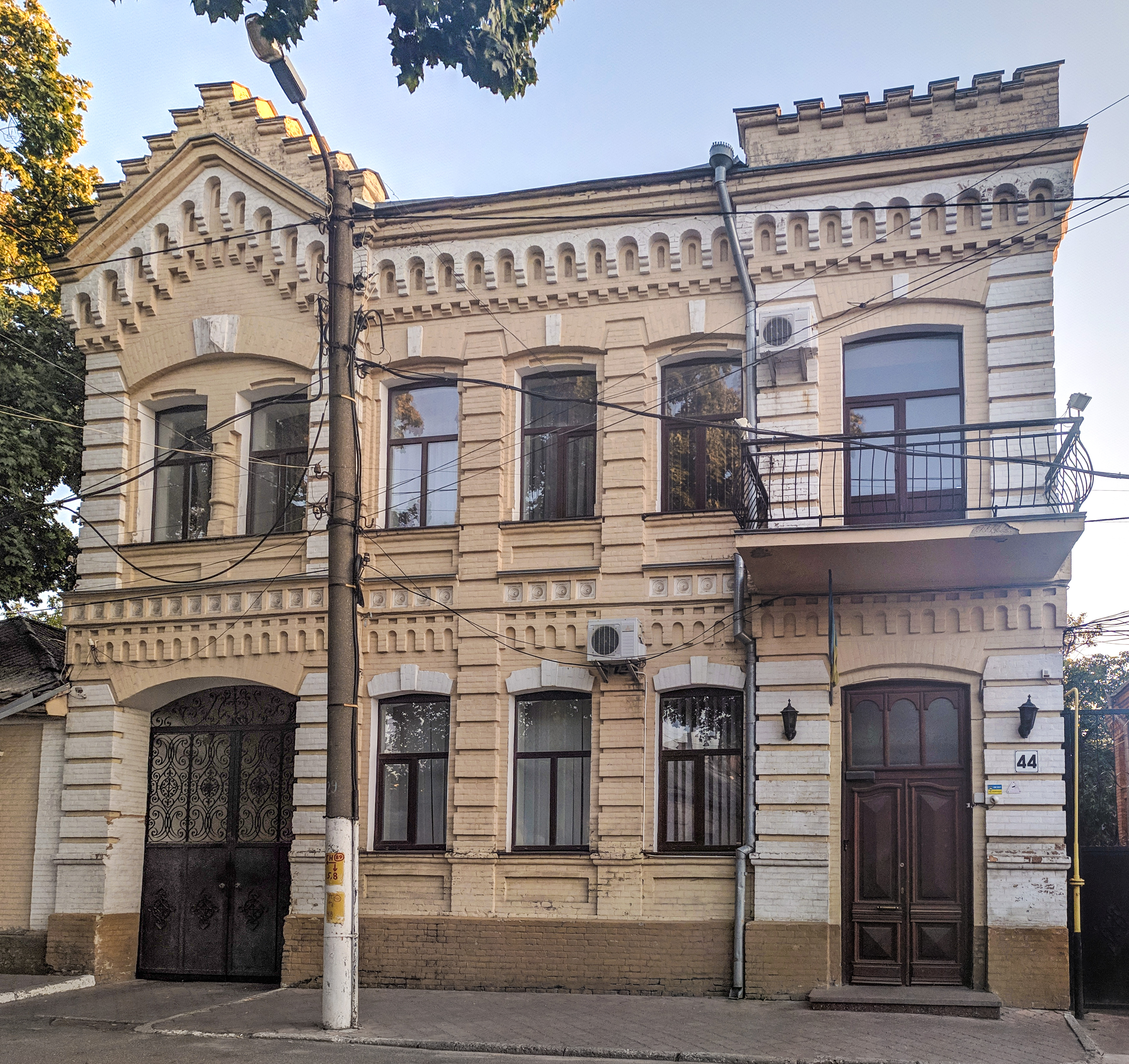
Будинок № 44